# 平车前
平车前（学名：Plantago depressa）为车前科车前属下的一个种。亚洲大部分地区都有分布。

## 外部連結
- 車前子 Cheqianzi （页面存档备份，存于） 中藥材圖像數據庫 (香港浸會大學中醫藥學院)
- 車前草 Cheqiancao （页面存档备份，存于） 中藥材圖像數據庫 (香港浸會大學中醫藥學院)
- 平车前[]